# Markus Egen
Temple de la renommée allemand : 1989
Markus Ulrich Egen (né le 14 septembre 1927 à Füssen et mort le 28 mai 2021) est un joueur professionnel et entraîneur allemand de hockey sur glace.

## Carrière
En tant que joueur
Markus Egen fait toute sa carrière au EV Füssen. Il marque 215 buts en 150 matchs de championnat. Il est le meilleur buteur du championnat allemand en 1948, 1953 et 1954. Il devient huit fois champion d'Allemagne, en 1949 et de 1953 à 1959. Il gagne aussi la Coupe Spengler en 1952.
Egen a 99 sélections en équipe d'Allemagne de l'Ouest et marque 72 buts. Il participe aux Jeux olympiques de 1952, 1956 et 1960. Il remporte la médaille de bronze aux championnats du monde 1953. En 1954, il est le troisième meilleur buteur.
En tant qu'entraîneur
Après l'arrêt de sa carrière de joueur, il devient entraîneur. Il est de nouveau cinq fois champion d'Allemagne avec l'EV Füssen. En 1964, il entraîne l'équipe nationale avec Xaver Unsinn et Engelbert Holderied.
Ses fils Hans-Peter Egen et Ulrich Egen seront également joueurs de hockey.

## Source de traduction
- (de) Cet article est partiellement ou en totalité issu de l’article de Wikipédia en allemand intitulé « Markus Egen » (voir la liste des auteurs).